# Maria Gabriella Maione
Maria Gabriella Maione est une actrice française de cinéma et de télévision, et metteuse en scène de théâtre. Selon les films, elle est aussi appelée Gabriella Maione ou Gabriella Frankel.

## Biographie
Maria Gabriella Maione est née en Italie. Elle est diplômée de la Sorbonne en théâtre[réf. nécessaire].

## Filmographie
- 1971 : Le Décaméron (Il decameron) de Pier Paolo Pasolini
- 1972 : Le Charme discret de la bourgeoisie de Luis Buñuel
- 1973 : Les Aventures de Rabbi Jacob de Gérard Oury
- 1974 : La Confession d'un enfant du siècle de Claude Santelli